# Universidad Wilkes
La Universidad Wilkes es una universidad privada ubicada en Wilkes-Barre, Pensilvania (Estados Unidos). Tiene más de 2200 estudiantes de pregrado y más de 2200 estudiantes de posgrado (tanto a tiempo completo como a tiempo parcial).
Fue fundada en 1933 como un campus satélite de la Universidad Bucknell, y en 1947 se convirtió en una institución independiente, con el nombre de Wilkes College, en honor al político radical inglés John Wilkes, quien también da nombre a Wilkes-Barre. La escuela recibió el estatus de universidad en enero de 1990. Está clasificada entre las "Universidades Doctorales/Profesionales y acreditada por la Middle States Commission on Higher Education.
La mascota de la universidad es un Coronel y los colores oficiales son azul y amarillo. El símbolo del campus es una letra "W" conocida como la "W voladora" por estudiantes y exalumnos.

## Deportes
Wilkes compite en la Landmark Conference de la División III de la NCAA.